# Seuratia maunauluana
Seuratia maunauluana är en svampart som beskrevs av Meeker 1975. Seuratia maunauluana ingår i släktet Seuratia och familjen Seuratiaceae.   Inga underarter finns listade i Catalogue of Life.